# إليزابيث كابيزاس
إليزابيث كابيزاس (المولودة في 14 يونيو 1963، ريوبامبا) اقتصادية وسياسية إكوادورية. تم انتخابها رئيسة للجمعية الوطنية في 14 مارس 2018.

## الحياة السياسية
تم انتخاب كابيزاس لعضوية مجلس العاصمة كيتو في أغسطس 2009. وانتُخبت بعد ذلك لعضوية الجمعية الوطنية في الانتخابات العامة الإكوادورية لعام 2017 لتمثيل مقاطعة بيتشينتشا وتحالف بايس. وانتقد حزب الوحدة الشعبية انتخابها بزعم حدوث تزوير انتخابي. تم رفض هذا الاتهام من قبل المجلس الوطني للانتخابات.

### رئيسة الجمعية الوطنية
بعد إقالة خوسيه سيرانو سالغادو والتغيير في تحالف بايس برئاسة لينين مورينو، تم انتخاب كابيزاس رئيسًا جديدًا للجمعية الوطنية في 14 مارس 2018. جزء من تحالف بايس لا يزال مواليًا لرافائيل كوريا شجب انتخابها باعتباره غير دستوري.